# روبرت ريان (سياسي)
روبرت ريان (بالإنجليزية: Rupert Ryan)‏ هو سياسي أسترالي، ولد في 6 مايو 1884 بملبورن في أستراليا، وتوفي في 25 أغسطس 1952 في أستراليا. حزبياً، نشط في الحزب الليبرالي الأسترالي. وقد انتخب عضو مجلس النواب الأسترالي عن دائرة Division of Flinders ‏ (21 سبتمبر 1940 – 26 أغسطس 1952).